# Bob Weiss
Robert William „Bob” Weiss (ur. 7 maja 1942 w Easton) – amerykański koszykarz, występujący na pozycji rozgrywającego, mistrz NBA z 1967, po zakończeniu kariery zawodniczej – trener koszykarski.
W 1967, w ramach draftu rozszerzającego, trafił do Seattle SuperSonics. Rok później w ten sam sposób został zawodnikiem Milwaukee Bucks.

## Osiągnięcia
NCAA
- Uczestnik turnieju NCAA (1965)

EPBL
- Mistrz EPBL (1966)[3]

NBA
- Mistrz NBA (1967)[1]

Trenerskie
- Wicemistrz NBA (1996 jako asystent trenera)[1]